# Bitwa o Irak
Bitwa o Irak (ang. Battle for Haditha) – brytyjski fabularyzowany dokumentalny dramat wojenny z 2007 roku, oparty na masakrze hadyckiej, która miała miejsce w 2005 roku.

## Obsada
- Elliot Ruiz jako kapral Ramirez
- Yasmine Hanani jako Hiba
- Andrew McLaren jako kapitan Sampson
- Matthew Knoll jako kapral Matthews
- Thomas Hennessy jako Doc
- Vernon Gaines jako starszy szeregowy Sosa
- Danny Martinez jako starszy szeregowy Santos
- Joe Chacon jako starszy szeregowy Lopez
- Eric Mehalacopoulos jako sierżant Ross
- Jase Willette jako PFC Cuthbert
- Antonio Tostado jako starszy szeregowy Jimenez
- Tony Spencer jako PFC Roberts
- Nick Shakoour jako PFC Hanoon
- Alysha Westlake jako reporter CNN News
- Oliver Bytrus jako Jafar
- Falah Abraheem Flayeh jako Ahmad
- Duraid A. Ghaieb jako Rashied
- Ali Adill Al-kaanan Desher jako Shrek
- Nathan DelaCruz jako kapral Dela Cruz

## Fabuła
19 listopada 2005 roku amerykańscy marines w odwecie za śmierć jednego z żołnierzy zabijają 24 Irakijczyków, w tym kobiety i dzieci. Przynajmniej 15 z tych osób było niewalczących. Nazwiska uczestników zostały na potrzeby filmu zmienione.
Film był kręcony w Dżaraszu.

## Festiwale
Film został po raz pierwszy zaprezentowany na Toronto International Film Festival 11 września 2007 roku. Na Festival Internacional de Cine de San Sebastián 29 września 2007 roku Nick Broomfield otrzymał nagrodę Concha de Plata za reżyserię. W 2007 roku film zaprezentowano na London Film Festival.